# Temporada 2022 del Campeonato de España de Turismos
La Temporada 2022 del Campeonato de España de Turismos RACE es fue la tercera (y última) temporada del nuevo CET tras el retorno de 2019 y estuvo acompañada por la segunda temporada del TCR Spain, a quien se le eliminó las siglas CEST de su nombre. Como principal novedad, todos los pilotos Junior tendrían bonificado el 100% de la inscripción completa del CET 2022 sí participasen en la totalidad de las pruebas.

## Calendario
| Ronda | Ronda | Circuito                       | Fecha           | Acompaña a                    |
| ----- | ----- | ------------------------------ | --------------- | ----------------------------- |
| 1     | C1    | Circuito del Jarama            | 23 de abril     | Clio Cup Series + Copa Saxo   |
| 1     | C2    | Circuito del Jarama            | 24 de abril     | Clio Cup Series + Copa Saxo   |
| 1     | C3    | Circuito del Jarama            | 24 de abril     | Clio Cup Series + Copa Saxo   |
| 2     | C1    | Circuito de Jerez              | 28 de mayo      | F4 Española + Copa Saxo       |
| 2     | C2    | Circuito de Jerez              | 29 de mayo      | F4 Española + Copa Saxo       |
| 2     | C3    | Circuito de Jerez              | 29 de mayo      | F4 Española + Copa Saxo       |
| 3     | C1    | MotorLand Aragón               | 3 de septiembre | F4 Española + Copa Saxo       |
| 3     | C2    | MotorLand Aragón               | 4 de septiembre | F4 Española + Copa Saxo       |
| 3     | C3    | MotorLand Aragón               | 4 de septiembre | F4 Española + Copa Saxo       |
| 4     | C1    | Circuito de Navarra            | 1 de octubre    | F4 Española + Copa Saxo       |
| 4     | C2    | Circuito de Navarra            | 2 de octubre    | F4 Española + Copa Saxo       |
| 4     | C3    | Circuito de Navarra            | 2 de octubre    | F4 Española + Copa Saxo       |
| 5     | C1    | Circuito de Cataluña-Barcelona | 12 de noviembre | F4 Española + Clio Cup Series |
| 5     | C2    | Circuito de Cataluña-Barcelona | 13 de noviembre | F4 Española + Clio Cup Series |
| 5     | C3    | Circuito de Cataluña-Barcelona | 13 de noviembre | F4 Española + Clio Cup Series |

## Escuderías y pilotos
TCR Spain
| Escudería             | Coche                      | N.º | Piloto             | Rondas |
| --------------------- | -------------------------- | --- | ------------------ | ------ |
| Volcano Motorsport    | CUPRA León Competición TCR | 7   | Daniel Tkachenko   | 3-5    |
| Volcano Motorsport    | CUPRA León Competición TCR | 14  | Klim Gavrilov      | 1      |
| Volcano Motorsport    | CUPRA León Competición TCR | 24  | Gustavo Jr. Moura  | 1-2    |
| Volcano Motorsport    | CUPRA León Competición TCR | 26  | Isidro Callejas    | Todas  |
| Teo Martín Motorsport | Hyundai Elantra N TCR      | 10  | Miguel Villacieros | 1-3    |
| Teo Martín Motorsport | Hyundai Elantra N TCR      | 12  | Alejandro Geppert  | Todas  |

CET
| Escudería                      | Coche                     | N.º | Piloto            | Rondas   |
| ------------------------------ | ------------------------- | --- | ----------------- | -------- |
| Motorismo Racing Team          | Honda Civic Type-R        | 8   | Erik Zabala       | Todas    |
| Motorismo Racing Team          | Honda Civic Type-R        | 22  | Alba Vázquez      | Todas    |
| Motorismo Racing Team          | Hyundai i30N Fastback CET | 15  | Sergio Casalins   | 3-5      |
| Motorismo Racing Team          | Hyundai i30N Fastback CET | 54  | Marta Ariza       | 1-2      |
| UCAV Racing                    | Peugeot 308 GTi CET       | 44  | Antonio Herrerías | 1-3      |
| UCAV Racing                    | Peugeot 308 GTi CET       | 44  | Samuel Pineda     | 4-5      |
| VSR eSports                    | Hyundai i30N CET          | 59  | Marco Aguilera    | 1-2, 4-5 |
| Fed. Andaluza de Automovilismo | Hyundai i30N CET          | 59  | Marco Aguilera    | 3        |

## Clasificaciones TCR Spain

### Campeonato de Pilotos
Sistema de puntuación del campeonato de pilotos
| Ent. Oficiales | Pos | T1  | T2  | T3  | T4  | T5  | T6  |     |     |     |      |      |      |      |      |      |    |
| -------------- | --- | --- | --- | --- | --- | --- | --- | --- | --- | --- | ---- | ---- | ---- | ---- | ---- | ---- | -- |
| Ent. Oficiales | Pts | 6   | 5   | 4   | 3   | 2   | 1   |     |     |     |      |      |      |      |      |      |    |
| Carreras       | Pos | 1.º | 2.º | 3.º | 4.º | 5.º | 6.º | 7.º | 8.º | 9.º | 10.º | 11.º | 12.º | 13.º | 14.º | 15.º | VR |
| Carreras       | Pts | 40  | 36  | 32  | 24  | 20  | 16  | 12  | 10  | 8   | 6    | 5    | 4    | 3    | 2    | 1    | 2  |

Resultados
| Pos | Piloto             | JAR | JAR | JAR | JAR | JER | JER | JER | JER | ARA | ARA | ARA | ARA | NAV | NAV | NAV | NAV | CAT | CAT | CAT | CAT | Retención  | Pts |
| --- | ------------------ | --- | --- | --- | --- | --- | --- | --- | --- | --- | --- | --- | --- | --- | --- | --- | --- | --- | --- | --- | --- | ---------- | --- |
| 1   | Isidro Callejas    | T2  | 1   | 1   | 2   | T1  | 1   | 3   | 1   | T2  | 2   | 1   | 2   | T1  | 1   | 1   | 2   | T1  | 1   | 1   | 1   | (626 - 70) | 556 |
| 2   | Alejandro Geppert  | T4  | 2   | 4   | 3   | T2  | 2   | 1   | 2   | T1  | 1   | 2   | 1   | T2  | 2   | Ret | 1   | T3  | 2   | 2   | 3   | (529 - 24) | 505 |
| 3   | Daniel Tkachenko   |     |     |     |     |     |     |     |     | T3  | 3   | 3   | 3   | T3  | 3   | 2   | DSQ | T2  | 3   | 3   | 2   |            | 277 |
| 4   | Gustavo Jr. Moura  | T5  | 3   | 3   | 4   | T3  | 4   | 4   | 3   |     |     |     |     |     |     |     |     |     |     |     |     |            | 174 |
| 5   | Miguel Villacieros | T3  | 4   | 5   | 5   | T4  | 3   | 2   | 4   |     | WD  | WD  | WD  |     |     |     |     |     |     |     |     |            | 163 |
| 6   | Klim Gavrilov      | T1  | Ret | 2   | 1   |     |     |     |     |     |     |     |     |     |     |     |     |     |     |     |     |            | 84  |

- Tkachenko fue descalificado de la carrera 2 de Navarra por causar un choque con Geppert, sin embargo, a la hora de firmar la clasificación final a los comisarios se les olvidó ese detalle.

| Pos | Piloto            | Pts |
| --- | ----------------- | --- |
| 1   | Isidro Callejas   | 565 |
| 2   | Alejandro Geppert | 511 |
| 3   | Daniel Tkachenko  | 277 |
| 4   | Gustavo Jr. Moura | 204 |

| Pos | Equipo                | Pts |
| --- | --------------------- | --- |
| 1   | Volcano Motorsport    | 936 |
| 2   | Teo Martín Motorsport | 640 |

## Clasificaciones CET

### Campeonato de Pilotos
Sistema de puntuación del campeonato de pilotos
| Ent. Oficiales | Pos | T1  | T2  | T3  | T4  | T5  | T6  |     |     |     |      |      |      |      |      |      |    |
| -------------- | --- | --- | --- | --- | --- | --- | --- | --- | --- | --- | ---- | ---- | ---- | ---- | ---- | ---- | -- |
| Ent. Oficiales | Pts | 6   | 5   | 4   | 3   | 2   | 1   |     |     |     |      |      |      |      |      |      |    |
| Carreras       | Pos | 1.º | 2.º | 3.º | 4.º | 5.º | 6.º | 7.º | 8.º | 9.º | 10.º | 11.º | 12.º | 13.º | 14.º | 15.º | VR |
| Carreras       | Pts | 40  | 36  | 32  | 24  | 20  | 16  | 12  | 10  | 8   | 6    | 5    | 4    | 3    | 2    | 1    | 2  |

Resultados
| Pos | Piloto            | JAR | JAR | JAR | JAR | JER | JER | JER | JER | ARA | ARA | ARA | ARA | NAV | NAV | NAV | NAV | CAT | CAT | CAT | CAT | Retención  | Pts |
| --- | ----------------- | --- | --- | --- | --- | --- | --- | --- | --- | --- | --- | --- | --- | --- | --- | --- | --- | --- | --- | --- | --- | ---------- | --- |
| 1   | Marco Aguilera    | T3  | 2   | Ret | 1   | T3  | 3   | 2   | 2   | T2  | 2   | 1   | 2   | T1  | 1   | 4   | 2   | T1  | 3   | 2   | 3   | (535 - 32) | 503 |
| 2   | Erik Zabala       | T1  | 4   | Ret | 3   | T2  | 1   | 1   | 1   | T1  | 1   | 3   | 1   | T2  | 2   | Ret | DNS | T3  | 1   | 1   | 4   |            | 470 |
| 3   | Alba Vázquez      | T5  | 3   | 2   | 4   | T4  | 4   | 3   | 4   | T5  | 3   | 4   | Ret | T4  | 5   | 1   | 3   |     | WD  | WD  | WD  |            | 334 |
| 4   | Antonio Herrerías | T2  | 1   | 1   | 2   | T1  | 2   | 4   | Ret | T4  | 4   | 2   | 3   |     |     |     |     |     |     |     |     |            | 284 |
| 5   | Sergio Casalins   |     |     |     |     |     |     |     |     | T3  | Ret | Ret | 4   | T3  | 3   | 2   | 1   | T2  | 2   | 3   | 1   |            | 255 |
| 6   | Samuel Pineda     |     |     |     |     |     |     |     |     |     |     |     |     |     | 4   | 3   | 4   | T4  | 4   | 4   | 2   |            | 87  |
| 7   | Marta Ariza       | T4  | 5   | 3   | Ret | NP  | Ret | Ret | 3   |     |     |     |     |     |     |     |     |     |     |     |     |            | 87  |

- Samu Pineda no fue apto para puntuar en la ronda 4.

| Pos | Piloto         | Pts |
| --- | -------------- | --- |
| 1   | Marco Aguilera | 573 |
| 2   | Erik Zabala    | 504 |

| Pos | Piloto       | Pts |
| --- | ------------ | --- |
| 1   | Alba Vázquez | 479 |
| 2   | Marta Ariza  | 122 |

| Pos | Equipo                         | Pts |
| --- | ------------------------------ | --- |
| 1   | Motorismo Racing Team          | 896 |
| 2   | UCAV Racing                    | 408 |
| 3   | VSR eSport                     | 380 |
| 4   | Fed. Andaluza de Automovilismo | 112 |